# Saint-Remy-la-Calonne
Saint-Remy-la-Calonne è un comune francese di 72 abitanti situato nel dipartimento della Mosa nella regione del Grand Est.

## Società

### Evoluzione demografica
Abitanti censiti